# Félix Astol Artés
Fèlix Astol i Artés est un musicien et compositeur espagnol originaire de Catalogne et co-auteur de La Borinqueña en 1867-68, l'hymne de Puerto Rico,.

## Jeunesse
Artés est né le 9 octobre 1813 à Reus dans la région espagnole de Catalogne, mais il s'installe à Cuba en 1828 afin de se soustraire au service militaire. Forcé de s'enrôler, il rejoint le groupe de l'un des bataillons basée à La Havane.

## Carrière
Une fois qu'il obtient son diplôme, il trouve un emploi faisant des rôles de ténor dans une compagnie d'opéra qui a fait ses représentations au Théâtre de Tacón. Il fait une tournée à Puerto Rico en 1840, puis retourne vivre à Cuba. Plus tard, il rejoint la compagnie de l'opéra de Stefano Busatti, qui finalement l'a amené à Puerto Rico dans les années 1860. Lorsque l'entreprise a disparu, il déménage à Mayagüez, il fonde une nouvelle société de comédies : Compañía Dramatica Astol.
Fèlix Astol, était l'auteur de plusieurs pièces de musique populaire, mais son œuvre la plus célèbre est la danse Bellísima trigueña (Georgeus brune), composé en 1867. Conçu comme une chanson d'amour, elle a eu plusieurs versions dans toute l'Amérique latine. À Cuba, avait le titre de Mi amor (Mon amour). Au Brésil, il a été nommé Encantadora infancia (Belle enfance). Dans le Pérou il y a deux versions, l'une d'elles est nommée Bellísima peruana (Georgeus Péruvienne). En Haïti a dansé et au Venezuela, c'est bien connu aussi. Mais la version la plus populaire est "La Borinqueña", adopté comme hymne officiel de Puerto Rico.
Les paroles révolutionnaires écrites par Lola Rodíguez de Tio un an après la composition de la danza, est devenu l'hymne populaire. C'était une période de grande turbulence à Puerto Rico, en tant que nationaliste de la révolution contre l'Espagne a été déferle sur le paysage politique. Les paroles ont été dans le même esprit.
Cependant, les paroles de la chanson connue et chantée aujourd'hui sont attribués à Manuel Fernández Juncos par la demande de la nouvelle communauté, comme Lola ont été encore jugé trop révolutionnaire.
Il est mort à Mayagüez le 21 janvier 1901.